# MEFF Clear
MEFF Clear (Mercado Español de Futuros Financieros) es la cámara de liquidación de las operaciones llevadas a cabo en MEFF. Actúa como Cámara de Contrapartida Central (CCP en inglés); es decir, elimina el riesgo de contraparte actuando como comprador frente al vendedor y como vendedor frente al comprador en todas las operaciones que se registran en ella.
Se creó paralelamente a la formación de MEFF en 1989. Está integrada dentro de MEFF AIAF SENAF Holding de Mercados Financieros, S.A., que a su vez es parte del holding Bolsas y Mercados Españoles.